# Municipio de Marshall (Arkansas)
El municipio de Marshall (en inglés: Marshall Township) es un municipio ubicado en el condado de White en el estado estadounidense de Arkansas. En el año 2010 tenía una población de 910 habitantes y una densidad poblacional de 13,96 personas por km².

## Geografía
El municipio de Marshall se encuentra ubicado en las coordenadas 35°14′28″N 92°3′50″O / 35.24111, -92.06389. Según la Oficina del Censo de los Estados Unidos, el municipio tiene una superficie total de 65.19 km², de la cual 65,13 km² corresponden a tierra firme y (0,09 %) 0,06 km² es agua.

## Demografía
Según el censo de 2010, había 910 personas residiendo en el municipio de Marshall. La densidad de población era de 13,96 hab./km². De los 910 habitantes, el municipio de Marshall estaba compuesto por el 95,6 % blancos, el 0,22 % eran afroamericanos, el 1,21 % eran amerindios, el 0,11 % eran asiáticos, el 0,33 % eran de otras razas y el 2,53 % eran de una mezcla de razas. Del total de la población el 1,1 % eran hispanos o latinos de cualquier raza.